# Vuelta a Venezuela 2015
La 52ª edición de la Vuelta Ciclista a Venezuela, se disputó desde el 12 al 21 de junio de 2015.
Integrada al calendario internacional americano como la 21.ª carrera de dicha competición, el recorrido fue de 1543 km en 10 etapas, mayormente en terreno plano.
El vencedor fue el venezolano José Alarcón, integrante del equipo Lotería del Táchira, ganando por primera vez la ronda venezolana. Fue seguido en el podio por sus compatriotas Luis Díaz y Jonathan Salinas.
Las clasificaciones secundarias fueron para el ciclista Xavier Quevedo que ganó nuevamente la clasificación por puntos, José Alarcón la montaña, el sprints para el chileno Cristopher Mansilla, la Sub-23 para José Mendoza y en la clasificación por equipos repitió el equipo Kino Táchira.

## Equipos participantes
Tomaron parte de la carrera 30 equipos, 22 locales y 8 extranjeros, totalizando 150 corredores de los que acabaron 112. Los equipos de Italia, Alemania, Colombia, Costa Rica, Chile y República Dominicana, animaron la competencia ganando cinco etapas.
| - Lotería del Táchira - Kino Táchira - Gobernación de Cojedes - INDEPORTES - Gobernación de Lara - Alcaldía de Iribarren - Grupo JHS - Café Flor de Patria - EMASTRU - Porlamar de mis amores - Nueva Esparta - Municipio Mariño - Nueva Esparta - Gobernación de Nueva Esparta - IARDENE - Nueva Esparta - Amo Táchira - Concafe - Gobernación del Zulia - Lotería del Zulia - Gobernación de Mérida - Fundación José Rujano - JHS Aves - INTAC - Gobernación de Trujillo - EMTRUD - Servicios Yako Estado Anzoátegui - Alcaldía Pinto Salinas - Fegaven - Gobernación de Carabobo - Fundadeporte Carabobo - Fundey Yaracuy - AGS - Gobernación de Yaracuy - AGV - Gobernación de Barinas - IRDEB | - Androni Giocattoli-Venezuela - Southeast - Team Baier - Selección de Santander - JB Ropa Deportiva - Team Aero Cycling - Selección de Costa Rica - Selección de Chile |

## Etapas
| Etapa | Fecha       | Recorrido                     | km    | Ganador           | Líder        |
| 1.ª   | 12 de junio | El Valle - El Valle           | 144,8 | Jesús Pérez       | Jesús Pérez  |
| 2.ª   | 13 de junio | Circuito en La Asunción       | 68    | Jakub Mareczko    | Jesús Pérez  |
| 3.ª   | 14 de junio | La Guaira - Colonia Tovar     | 104,7 | José Alarcón      | José Alarcón |
| 4.ª   | 15 de junio | Valencia - Barquisimeto       | 192,7 | Mirko Tedeschi    | José Alarcón |
| 5.ª   | 16 de junio | Ospino - San Domingo          | 215,9 | Byron Guamá       | José Alarcón |
| 6.ª   | 17 de junio | San Domingo - Guanare         | 146,5 | Francesco Chicchi | José Alarcón |
| 7.ª   | 18 de junio | Acarigua - San Felipe         | 154   | Ángel Rivas       | José Alarcón |
| 8.ª   | 19 de junio | San Felipe - Guacara          | 165,4 | Xavier Quevedo    | José Alarcón |
| 9.ª   | 20 de junio | Cagua - Altagracia de Orituco | 191,7 | Jakub Mareczko    | José Alarcón |
| 10.ª  | 21 de junio | Taguay - Caracas              | 160   | Andrés Soto       | José Alarcón |

## Clasificaciones
- Las clasificaciones finalizaron de la siguiente manera.

### Clasificación general
| Posición | Ciclista         | Equipo                           | Tiempo     |
|          | José Alarcón     | Lotería del Táchira              | 37:01:02   |
| 2        | Luis Díaz        | JHS Aves - INTAC                 | a 00:00:31 |
| 3        | Jonathan Salinas | Kino Táchira                     | a 00:01:16 |
| 4        | José Mendoza     | Café Flor de Patria - EMASTRU    | a 00:03:34 |
| 5        | Ralf Monsalve    | Gobernación de Carabobo          | a 00:03:41 |
| 6        | Anderson Paredes | Gobernación de Yaracuy - AGV     | a 00:03:45 |
| 7        | Juan Ruiz        | Lotería del Táchira              | a 00:03:47 |
| 8        | Yosvangs Rojas   | Kino Táchira                     | a 00:04:32 |
| 9        | Pedro Sequera    | Gobernación de Yaracuy - AGV     | a 00:06:23 |
| 10       | Gabriel Mendoza  | Alcaldía Pinto Salinas - Fegaven | a 00:08:34 |

### Clasificación por puntos
| Posición | Ciclista            | Equipo                       | Puntos |
|          | Xavier Quevedo      | Gobernación de Yaracuy - AGV | 96     |
| 2        | Jesús Pérez         | Kino Táchira                 | 67     |
| 3        | Cristopher Mansilla | Selección de Chile           | 60     |

### Clasificación de la montaña
| Posición | Ciclista         | Equipo                         | Puntos |
|          | José Alarcón     | Lotería del Táchira            | 21     |
| 2        | Fernando Briceño | Gobernación de Barinas - IRDEB | 21     |
| 3        | Gusneiver Gil    | Amo Táchira - Concafe          | 17     |

### Clasificación de los sprints
| Posición | Ciclista            | Equipo                                        | Puntos |
|          | Cristopher Mansilla | Selección de Chile                            | 32     |
| 2        | Wilmen Bravo        | Gobernación de Mérida - Fundación José Rujano | 30     |
| 3        | Xavier Nieves       | Fundey Yaracuy - AGS                          | 23     |

### Clasificación de Sub-23
| Posición | Ciclista         | Equipo                           | Tiempo     |
|          | José Mendoza     | Café Flor de Patria - EMASTRU    | 37:04:36   |
| 2        | Anderson Paredes | Gobernación de Yaracuy - AGV     | a 00:00:11 |
| 3        | Gabriel Mendoza  | Alcaldía Pinto Salinas - Fegaven | a 00:05:00 |

### Clasificación por equipos
| Posición | Equipo                           | Tiempo     |
|          | Kino Táchira                     | 101:29:22  |
| 2        | Gobernación de Trujillo - EMTRUD | a 00:03:57 |
| 3        | Lotería del Táchira              | a 00:04:04 |